# Lalande 21185
Lalande 21185 (Gliese 411) è una stella rossa di sequenza principale nella costellazione dell'Orsa Maggiore. Si tratta della sesta stella più vicina alla Terra dopo il sistema triplo di Alpha Centauri, la Stella di Barnard e Wolf 359 ed escludendo il Sole. È una stella di magnitudine apparente +7,52 e assoluta di +10,48, e si trova a circa 8,3 al dal sistema solare. È situata nella parte meridionale della costellazione dell'Orsa Maggiore, a nord-est di ν Ursae Majoris, essendo però poco luminosa è necessario un binocolo o un piccolo telescopio per poterla scorgere. Il primo che fu in grado di catalogarla fu Joseph-Jérôme Lefrançais de Lalande. Ha una massa e un raggio che sono il 39% di quelli del Sole, mentre la sua luminosità bolometrica è appena il 2% di quella solare, e solo lo 0,6% in luce visibile.
Fra circa 19 500 anni la stella passerà alla minima distanza dal Sole, a 4,65 anni luce di distanza.

## Osservazione

Distanza delle stelle più vicine alla Terra da 20 000 anni nel passato a 80 000 anni nel futuro.

Con una magnitudine apparente pari a 7,52, Laland 21185 non è visibile a occhio nudo, sebbene per la sua osservazione sia sufficiente un binocolo o un telescopio amatoriale. Si tratta di una stella situata nell'emisfero celeste boreale e quindi osservabile prevalentemente dall'emisfero nord della Terra, dove si presenta circumpolare più a nord della latitudine 54° N, come in Canada, Scandinavia e nella Russia settentrionale; Dall'emisfero australe l'osservazione risulta un po' penalizzata e risulta invisibile più a sud della latitudine 54° S.
Il periodo migliore per la sua osservazione nel cielo serale ricade nei mesi compresi fra febbraio e giugno; nell'emisfero nord è visibile anche per un periodo maggiore, grazie alla declinazione boreale della stella, mentre nell'emisfero sud può essere osservata limitatamente durante i mesi dell'autunno australe.

## Caratteristiche
Lalande 21185 è una fredda e piccola nana rossa di tipo spettrale M2V. Possiede circa il 39% della massa e del raggio del Sole, ma meno di 6/1000 della sua luminosità in luce visibile. La stella possiede il 63% dell'abbondanza di ferro rispetto al nostro Sole. 
Lalande 21185 si muove perpendicolarmente al piano galattico spostandosi di 5 secondi d'arco all'anno e sembra appartenere alla parte spessa del disco galattico, mediamente spesso 3500 al. In questa zona l'abbondanza di elementi più pesanti dell'idrogeno (detti in astronomia "metalli") varia tra il 20 e il 50% rispetto al nostro sole, con una media del 30%. La parte più spessa del disco galattico comprende circa il 4% delle stelle vicine. Lalande 21185 è più antica del nostro sole, con un'età stimata che varia, a seconda delle pubblicazioni, da 5-10 miliardi di anni: Maldonado e colleghi nel 2020 indicano l'età della stella in 7,9±4,2 miliardi di anni
Viene anche catalogata come variabile BY Draconis, come tale ha una piccola variazione di magnitudine (0,1) durante la sua rotazione, per via di macchie semipermanenti sulla sua superficie. Il database astronomico SIMBAD la classifica anche come stella a brillamento, anche se non si hanno altri riscontri a tal proposito e gli astronomi la considerano una stella piuttosto tranquilla rispetto ad altre del suo tipo, in particolare rispetto a nane rosse più giovani e turbolente, come UV Ceti, Wolf 359 o anche Proxima Centauri.

## Ricerca di pianeti
Come tutte le stelle vicine alla Terra, Lalande 21185 è stata oggetto di studio nella ricerca di pianeti extrasolari. L'astronomo olandese Peter van de Kamp scrisse nel 1945 che la stella aveva un compagno con una massa di 60 volte quella di Giove. Nel 1951 lo stesso astronomo e la sua studentessa Sarah Lippincott rivendicarono la presenza di un sistema planetario sulla base di lastre fotografiche riprese con il telescopio rifrattore dello Swarthmore College. Nel 1960 Sarah Lippincott affermò di nuovo della presenza di pianeti, ma con parametri diversi rispetto a quelli del 1951, suggerendo la presenza di un pianeta con una massa di 10 MJ e un periodo orbitale di 8 anni.. Le stesse lastre che usò furono quelle che in precedenza aveva usato van de Kamp per la sua errata ipotesi di pianeti attorno alla stella di Barnard. Successivamente le lastre dell'osservatorio risultarono difettose, e le ipotesi sulla presenza di pianeti attorno alle due stelle venne smentita negli anni settanta da George Gatewood dell'osservatorio Allegheny.
Nel 1996, un team di ricercatori guidato dallo stesso George Gatewood individuò la presenza di più pianeti attorno a Lalande 21185. Questo ipotetico sistema planetario fu individuato sulla base delle analisi del moto proprio della stella tra il 1930 e il 1984, analizzando le perturbazioni dell'orbita usando un fotometro astrometrico multicanale. Secondo lo studio di Gatewood erano presenti almeno due pianeti, con il primo (b) in orbita a 2,2 au dalla stella e con una sua massa stimata in 9/10 MJ, con un'orbita pressoché circolare e un periodo di rivoluzione di 5,8 anni, mentre il secondo pianeta (c), si pensava orbitasse a 11 au, lontano dal piano orbitale del primo pianeta. Tuttavia la tecnologia al tempo non consentiva di misurare con precisione le variazioni della velocità radiale della stella, e l'individuazione del pianeta non fu confermata.
Nel settembre 2002 un gruppo di astronomi individuò l'emissione "maser" di acqua da 3 di 17 sistemi sospettati di ospitare pianeti, compreso Lalande 21185, utilizzando il radiotelescopio da 32 metri della stazione radioastronomica di Medicina, in provincia di Bologna. Le emissioni maser sono emissioni di microonde generate dall'atmosfera di un pianeta, quando questa viene eccitata dalla luce infrarossa della stella. L'astronomo Hugh Jones (dell'Università di Liverpool John Moores) fece però notare che il segnale dell'acqua eccitata potrebbe provenire dalla stella ospite, piuttosto che dall'atmosfera di un pianeta, e anche l'astronomo Geoff Marcy (dell'Università della California a Berkeley) aggiunse che l'emissione maser di acqua dall'atmosfera di un possibile pianeta era troppo debole per essere individuata dalla Terra.
Uno studio pubblicato nel 2017 con lo strumento HiRes(High Resolution Echelle Spectrometer) del Keck ha ipotizzato la presenza di un pianeta caldo circa 3,8 volte più massiccio della Terra, completando un'orbita ogni 10 giorni terrestri. 

### La scoperta
Uno studio del 2019 con lo spettrografo SOPHIE, montato sul telescopio riflettore da 1,93 metri dell'osservatorio dell'Alta Provenza, non ha trovato prova di un segnale di 10 giorni, periodo del pianeta ipotizzato in precedenza; in compenso ha proposto due possibili segnali di pianeti con periodi di 12,95 e 1,08 giorni. Il pianeta con periodo di 12,95 è stato confermato nel 2020 dopo osservazioni ottiche e nel vicino infrarosso con lo spettrografo CARMENES dell'osservatorio di Calar Alto.
Il pianeta scoperto ha una massa minima 2,7 volte quella della Terra, dovrebbe quindi trattarsi di una super Terra che ruota attorno alla stella madre in 12,95 giorni, su un'orbita mediamente eccentrica (e=0,12) avente un semiasse maggiore di 0,078 UA.
La zona abitabile di una stella della luminosità di Lalande 21185 si trova a una distanza compresa tra 0,11 e 0,24 au, mentre la distanza alla quale un pianeta potrebbe possedere acqua liquida e condizioni simili a quelle della Terra dovrebbe essere posto a circa 0,22 UA. Tuttavia a quella distanza la rotazione del pianeta verrebbe bloccata dalle forze di marea che costringerebbero il pianeta a offrire sempre la stessa faccia alla stella. Il pianeta pare comunque troppo vicino alla stella per essere potenzialmente abitabile, Stock et al., il gruppo che ha confermato la presenza del pianeta, ha stimato una temperatura di equilibrio di 370+5,8
−6,8 K (circa 97 °C).
Nel 2022 è stata annunciata la scoperta di un secondo pianeta nel sistema, un gigante gassoso delle dimensioni di Urano che orbita molto distante dalla stella madre, a quasi 3 UA, ben oltre la linea della neve. Nello stesso studio sono mostrate evidenze della presenza di un terzo pianeta con un periodo di 216 giorni avente una massa minima 4 volte quella terrestre. Quest'ultimo pianeta sarebbe anch'esso fuori dalla zona abitabile, distando più di mezza unità astronomica dalla debole stella.
Segue un prospetto del sistema.
| Pianeta | Tipo            | Massa             | Periodo orb.         | Sem. maggiore | Eccentricità    | Scoperta |
| ------- | --------------- | ----------------- | -------------------- | ------------- | --------------- | -------- |
| b       | Super Terra     | ≥2,69 M⊕          | 12,95 giorni         | 0,0789 UA     | 0,13            | 2017     |
| d*      | Super Terra     | ≥3,89±0,85 M⊕     | 215,7 giorni         | 0,514 UA      | 0,18+0,22 −0,16 | 2021     |
| c       | Gigante gassoso | ≥13,6+2,4 −2,3 M⊕ | 2946+210 −180 giorni | 2,94 UA       | 0,063           | 2021     |

* Non confermato per il NASA Exoplanet Archive. Confermato per l'Enciclopedia dei pianeti extrasolari.